# دستور غذای آریستوفان

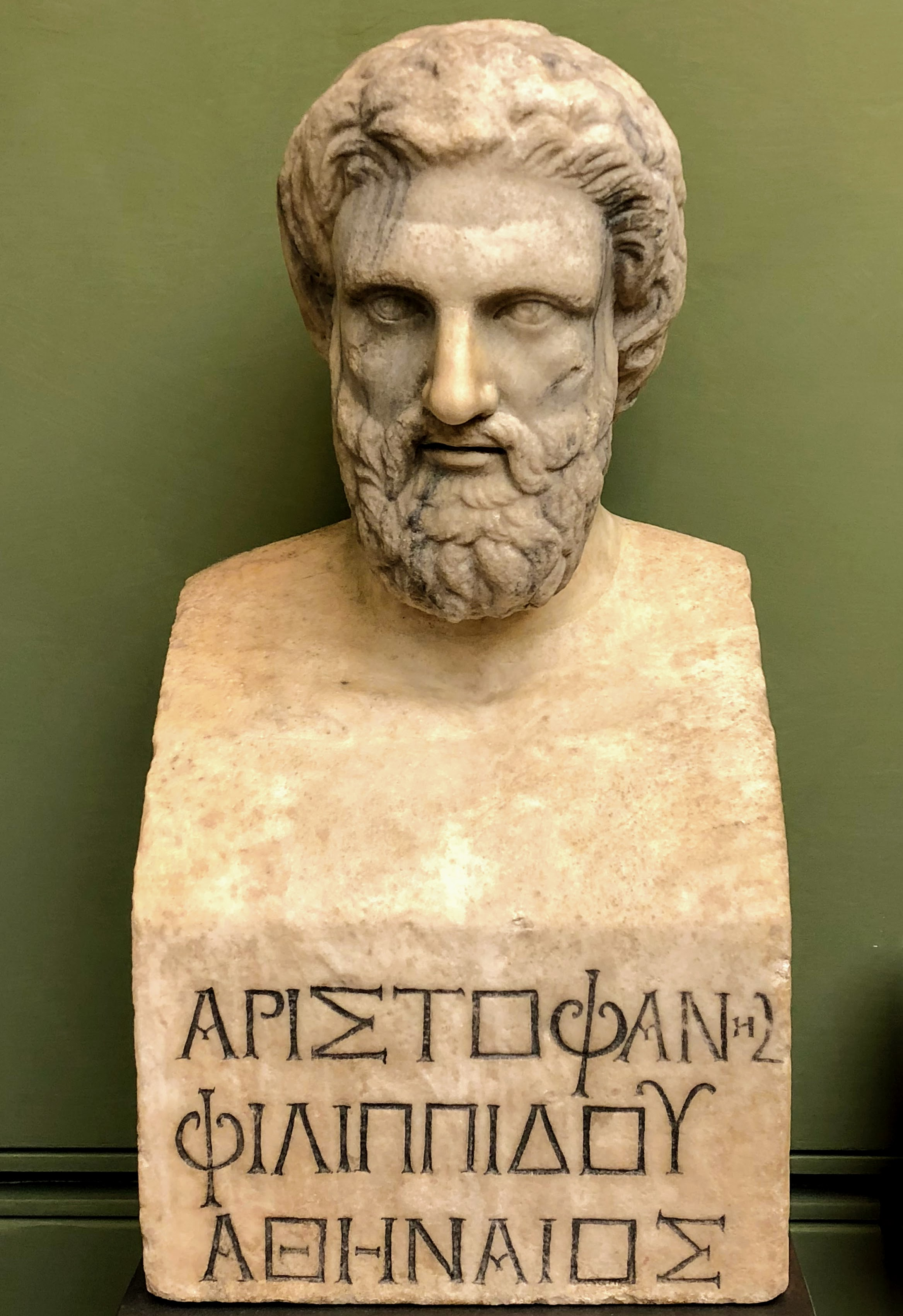
مجسمه نیم تنه آریستوفان

دستور غذای آریستوفان با نام کامل Lopadotemachoselachogaleokranioleipsanodrimhypotrimmatosilphioparaomelitokatakechymenokichlepikossyphophattoperisteralektryonoptekephalliokigklopeleiolagoiosiraiobaphetraganopterygon نام یک غذای تخیلی است که در کمدی زنان در شورا اثر آریستوفان از آن نام برده شده‌است.
این واژه نویسه‌گردانی از واژه λοπαδοτεμαχοσελαχογαλεοκρανιολειψανοδριμυποτριμματοσιλφιοκαραβομελιτοκατακεχυμενοκιχλεπικοσσυφοφαττοπεριστεραλεκτρυονοπτοκεφαλλιοκιγκλοπελειολαγῳοσιραιοβαφητραγανοπτερύγων در زبان یونانی باستان است. لیدل و اسکات این واژه بدین صورت ترجمه کرده‌اند: نام غذایی که شامل همه انواع گوشت، ماهی، مرغ و سس است.
این واژه در زبان یونانی ۱۷۲ حرف و ۷۸ هجا دارد و نویسه‌گردانی آن دارای ۱۸۲ کاراکتر لاتین است. بر پایه رکوردهای جهانی گینس (۱۹۹۰) این واژه، بلندترین واژه‌ای است که تا کنون در ادبیات دیده شده‌است.